# Конституційний суд Вірменії
Конституційний суд Вірменії (неофіц. КС) заснований в 1996 році. Складається з 9 членів. 

## Історія розвитку
У 2000 році Вірменія була оцінена багатьма міжнародними асоціаціями щодо захисту прав людини, як держава з ідеально відпрацьованою системою КС. Суд активно діяв в численних інтересах власних громадян, неодноразово він доводив повноправність свого членства в європейських асоціаціях. Суд розробив спеціалізовану комплексну програму, яка проводить порівняльний аналіз міжнародних, офіційних документів. До цієї програми увійшло понад 1,5 тис. різних документів, які були прийняті ООН та іншими міжнародними європейськими інститутами. Причому, програма містить в собі дві версії документів - одна російською, інша англійською мовами.
Також КС розробив систему випуску частини підручників з різних правових питань, спеціально для загальноосвітніх шкіл. Крім усього, будуть розроблені спеціалізовані методичні посібники для вчителів і студентів. Опублікована книга «конституційний контроль» одним із суддів КС Г. Арутюняном. КС своєю основною метою ставить правильне дотримання всіх встановлених конституційних норм, а також міжнародних положень, які пов'язані із захистом інтересів, прав і свобод громадян. Розвиток даного суду йде досить інтенсивно саме завдяки членству в різних міжнародних організаціях. Суд розглядає різні справи, що стосуються порушень конституційного права, а також порушення прав, свобод особистості. Тлумачення Конституції проводиться різними методами, але акцент ставиться на правовому вихованні молоді.